# مايوكي ماتسودا
مايوكي ماتسودا (بالكانا:まつだ みゆき) هي مصورة وممثلة يابانية، ولدت في 6 أكتوبر 1961 في اليابان.

## وصلات خارجية
- مايوكي ماتسودا على موقع IMDb (الإنجليزية)
- مايوكي ماتسودا على موقع قاعدة بيانات الفيلم (الإنجليزية)